# Joaquín Maldonado Macanaz
Joaquín Maldonado Macanaz (Íscar, província de Valladolid, 1833 - 17 de setembre de 1901) fou un periodista i historiador espanyol, acadèmic de la Reial Acadèmia de la Història.

## Biografia
Per part de pare era descendent de Maldonado, comuner derrotat en la batalla de Villalar, i per part de mare era descendent de Melchor de Macanaz, ministre de Felip V d'Espanya. En 1856 es va llicenciar en filosofia i lletres i fou catedràtic d'història en la Universitat de Madrid. Simultàniament fou redactor del Diario Español (1859) i publicà articles a La Nación, La Discusión, La Iberia i Semanario Pintoresco Español. Va escriure cròniques sobre l'Exposició Universal de París de 1867.
Fou nomenat director general d'Instrucció Pública, senador per la Universitat de Salamanca en 1891-1893 i 1896-1898 i membre de la Reial Acadèmia de la Història des de 1894 i de l'Ateneo de Madrid. El 1900 fou director de La Época.

## Obres
- Crónica general de España, o sea Historia ilustrada y descriptiva de sus provincias, sus poblaciones más importantes de la Península y de Ultramar, dirigida per Cayetano Rosell (Madrid, 1868)
- Regalías de los señores Reyes de Aragón (Madrid, 1879)
- Crónica de la provincia de Burgos (Madrid, 1866)
- Principios generales del arte de la colonización (2a ed., Madrid, 1875)
- España y Francia en el siglo XVIII (Madrid, 1886)
- Historia del reinado de Felipe V y del advenimiento de la casa de Borbón al trono de España (Madrid, 1891)
- Voto y renuncia del rey don Felipe V (Madrid, 1894)
- «Auto-biografía. Qué cosa es en el día un literato y qué ha venido á ser la vida literaria» (1856)
- «Biografía de don Álvaro de Navia y Osorio, marqués de Santa Cruz de Marcenado, vizconde del Puerto, fundador de la Academia de la Historia» (1853)
- «El barón de Riperdá» (1854)